# Liste des cavités naturelles les plus longues d'Espagne
La liste des cavités naturelles les plus longues d'Espagne recense, sous forme de tableaux, les cavités souterraines naturelles connues dans ce pays, dont le développement est supérieur ou égal à quinze kilomètres.
La communauté spéléologique considère qu'une cavité souterraine naturelle n'existe vraiment qu'à partir du moment où elle est « inventée » c'est-à-dire découverte (ou redécouverte), inventoriée, topographiée et publiée. Bien sûr, la réalité physique d'une cavité naturelle est la plupart du temps bien antérieure à sa découverte par l'homme ; cependant tant qu'elle n'est pas explorée, mesurée et révélée, la cavité naturelle n'appartient pas au domaine de la connaissance partagée.
La liste spéléométrique des 44 plus longues cavités naturelles d'Espagne (≥ quinze kilomètres) est actualisée à fin mai 2025.
La plus longue cavité souterraine naturelle d'Espagne répertoriée est « le  Sistema del Alto Tejuelo », sur les communes de Ruesga, Arredondo et Miera, en Cantabrie (cf. ligne 1 du tableau ci-dessous).

## Répartition géographique
| \| Madrid Barcelone Valence Séville Bilbao Malaga Saragosse Grenade Salamanque Oviedo Valladolid Pampelune Tarragone Tolède \| Répartition géographique des cavités naturelles de l’Espagne. |
| Madrid Barcelone Valence Séville Bilbao Malaga Saragosse Grenade Salamanque Oviedo Valladolid Pampelune Tarragone Tolède                                                                     |

| \| Las Palmas Santa Cruz de Tenerife \| Répartition géographique des cavités naturelles · des Îles Canaries (Espagne). |
| Las Palmas Santa Cruz de Tenerife                                                                                      |

## Histogramme à 4 classes
| \| Histogramme de la répartition des plus longues cavités naturelles d'Espagne par classe de développement -- Les 44 cavités citées fin 2021 sont réparties en 4 classes de développement -- \| \| \| \| \| \| \| \| \| \| \| \| \| \| \| classe I >= 150 m 1 cavité[s] \| classe II >= 100 m et < 150 m 3 cavités \| classe III >= 50 m et < 100 m 7 cavités \| classe IV >= 15 m et < 50 m 33 cavités \| \| |                               |                                         |                                         |                                        |  |
| Le graphique qui aurait dû être présenté ici ne peut pas être affiché car il utilise l'ancienne extension Graph, désactivée pour des questions de sécurité. Des indications pour créer un nouveau graphique avec la nouvelle extension Chart sont disponibles ici . |                               |                                         |                                         |                                        |  |
| Histogramme de la répartition des plus longues cavités naturelles d'Espagne par classe de développement -- Les 44 cavités citées fin 2021 sont réparties en 4 classes de développement -- |                               |                                         |                                         |                                        |  |
| |                               |                                         |                                         |                                        |  |
| | classe I >= 150 m 1 cavité[s] | classe II >= 100 m et < 150 m 3 cavités | classe III >= 50 m et < 100 m 7 cavités | classe IV >= 15 m et < 50 m 33 cavités |  |

## Cavités espagnoles de développement supérieur ou égal à150 kilomètres
1 cavité est recensée dans cette classe I au 13-05-2025.
| Réf. | Cavité ou réseau souterrain     | Localisation administrative                                   | Massif / Zone                                                | Coord. (WGS 84)             | Dével. (mètres) | Déniv. (mètres) | Sources ou références                                                                       | Mises à jour |
| ---- | ------------------------------- | ------------------------------------------------------------- | ------------------------------------------------------------ | --------------------------- | --------------- | --------------- | ------------------------------------------------------------------------------------------- | ------------ |
| 1    | Sistema del Alto Tejuelo (CA32) | Cantabrie / San Roque de Riomiera, Ruesga, Arredondo et Miera | Cordillère Cantabrique / Porracolina (es) / Alto del Tejuelo | 43° 15′ 13″ N, 3° 40′ 48″ O | +213 747, m     | +626, m         | Exploraciones en el Alto del Tejuelo\|, Torca del Rio Perdido, Karstexplo & Secja y Proteus | 2025-05      |

## Cavités espagnoles de développement compris entre100 kilomètreset149 kilomètres
3 cavités sont recensées dans cette classe II au 31-12-2022.
| Réf. | Cavité ou réseau souterrain | Localisation administrative                                    | Massif / Zone                                                     | Coord. (WGS 84)             | Dével. (mètres) | Déniv. (mètres) | Sources ou références          | Mises à jour |
| ---- | --------------------------- | -------------------------------------------------------------- | ----------------------------------------------------------------- | --------------------------- | --------------- | --------------- | ------------------------------ | ------------ |
| 2    | Sistema del Mortillano (es) | Cantabrie / Soba                                               | Cordillère Cantabrique / Sierra del Hornijo / Porra de Mortillano | 43° 13′ 51″ N, 3° 34′ 04″ O | +146 500, m     | +950, m         | AER-Espeleo                    | 2018-11      |
| 3    | Sistema del Gándara         | Cantabrie / Soba / San Pedro de Soba                           | Cordillère Cantabrique / Porracolina (es) / Gándara               | 43° 11′ 27″ N, 3° 34′ 51″ O | +119 000, m     | +814, m         | Espeleo Zaragoza & Karst Explo | 2024-01      |
| 4    | Sistema de Ojo Guareña (es) | Castille-et-León / Province de Burgos / Merindad de Sotoscueva | Cordillère Cantabrique / Ojo Guareña (es)                         | 43° 02′ 00″ N, 3° 37′ 50″ O | +110 000, m     | +239, m         | G E Edelweiss                  | 2017-08      |

## Cavités espagnoles de développement compris entre50 kilomètreset99 kilomètres
7 cavités sont recensées dans cette classe III au 30-11-2024.
| Réf. | Cavité ou réseau souterrain       | Localisation administrative                                                                                            | Massif / Zone                                 | Coord. (WGS 84)             | Dével. (mètres) | Déniv. (mètres) | Sources ou références                              | Mises à jour |
| ---- | --------------------------------- | --- | --------------------------------------------- | --------------------------- | --------------- | --------------- | -------------------------------------------------- | ------------ |
| 5    | Sistema del Hayal de Ponata (es)  | Navarre / Araba-Álava / Ayala-Aiara et Biscaye / Urduña-Orduña & Castille-et-León / Province de Burgos / Valle de Losa | Montagnes basques / Sierra Salvada            | 43° 00′ 40″ N, 3° 05′ 25″ O | +090 000, m     | +451, m         | Enrique Fernandez, Edelweiss & Espeleobloc         | 2020-06      |
| 6    | Gouffre de la Pierre Saint-Martin | Espagne / Navarre / Isaba & France / Nouvelle-Aquitaine / Pyrénées-Atlantiques / Arette et Sainte-Engrâce              | Pierre Saint-Martin - Larra / Arres d'Anie    | 42° 58′ 05″ N, 0° 46′ 09″ O | +088 111, m     | +1 410, m       | Michel Douat                                       | 2025-01      |
| 7    | Cova des Pas de Vallgornera       | Îles Baléares / Majorque / Migjorn / Llucmajor                                                                         | Majorque                                      | 39° 22′ 01″ N, 2° 52′ 26″ E | +074 242, m     | +021, m         | Catalogo Grandes Cavidades Espanolas               | 2016-08      |
| 8    | Sistema de los Cuatro Valles      | Cantabrie / Ruesga / Matienzo (es) & Solórzano / Riaño (es) & Voto / San Miguel de Aras (es) et Secadura (es)          | Cordillère Cantabrique                        | 43° 20′ 59″ N, 3° 35′ 39″ O | +070 059, m     | +109, m         | Matienzo Caves                                     | 2022-09      |
| 9    | Cueva del Valle                   | Cantabrie / Rasines & Pays basque / Biscaye / Karrantza                                                                | Montagnes basques                             | 43° 17′ 55″ N, 3° 25′ 09″ O | +060 223, m     | +502, m         | Cantabria Subterránea                              | 2016-05      |
| 10   | Sistema de Atxuriaga              | Pays basque / Biscaye / Galdames                                                                                       | Montagnes basques / Massif de Grumeran-Triano | 43° 15′ 56″ N, 3° 05′ 03″ O | +056 000, m     | +546, m         | Catalogo Grandes Cavidades Espanolas & Espeleobloc | 2018-08      |
| 11   | Sistema de Anielarra              | Navarre / Isaba | Pierre Saint-Martin - Larra / Anialarra       | 42° 57′ 05″ N, 0° 44′ 59″ O | +050 161, m     | +858, m         | The Avalon site & Espeleobloc                      | 2024-11      |

## Cavités espagnoles de développement compris entre15 kilomètreset49 kilomètres
34 cavités sont recensées dans cette classe IV au 1-1-2025.
| Réf. | Cavité ou réseau souterrain                                            | Localisation administrative    | Massif / Zone                                                  | Coord. (WGS 84)                     | Dével. (mètres) | Déniv. (mètres) | Sources ou références                                                                            | Mises à jour |
| ---- | ---------------------------------------------------------------------- | ------------------------------ | -------------------------------------------------------------- | ----------------------------------- | --------------- | --------------- | ------------------------------------------------------------------------------------------------ | ------------ |
| 12   | Sistema de Itxina'pe Sarea                                             | Pays basque / Biscaye / Orozco | Gorbeia                                                        | 43° 04′ 47″ N, 2° 48′ 33″ O         | +049 150, m     | +310, m         | Cavitats Subterranies                                                                            | 2018-10      |
| 13   | Sistema Arañonera - Tendeñera                                          | Aragon / Huesca / Torla-Ordesa | Pyrénées centrales / Tendeñera                                 | 42° 40′ 45″ N, 0° 08′ 33″ O         | +046 430, m     | +1 349, m       | Travesias Espeleologicas, Club Viana, aceccotiella & espeleòleg 46                               | 2024-01      |
| 14   | Sistema de las Fuentes de Escuaín                                      | Aragon                         | Huesca / Puértolas & Tella-Sin Ordesa / Escuaín                | 42° 37′ 26″ N, 0° 07′ 19″ E         | +040 186, m     | +1 151, m       | FAE, Grup d'Espeleologia de Badalona, Sociedad Española de Espeleologia y ciencas del kars & CEC | 2022-03      |
| 15   | Illaminako Ateetako Leizea                                             | Navarre                        | Isaba Pierre Saint-Martin - Larra / Budogia                    | 42° 55′ 37″ N, 0° 45′ 28″ O         | +038 913, m     | +1 340, m       | Larra Espeleo,                                                                                   | 2025-01      |
| 16   | Sistema Sistema Cueto - Coventosa - Garma de Bucebron - Cubera - Corzo | Cantabrie / Arredondo          | Cordillère Cantabrique / Porracolina (es) / Val d'Asón         | 43° 15′ 06″ N, 3° 37′ 36″ O         | +037 258, m     | +829, m         | Cuevas del Asón, Cantabria Subterránea & CEC                                                     | 2022-12      |
| 17   | Cueva de la Vallina                                                    | Cantabrie                      | Arredondo Matienzo                                             | 43° 16′ 58″ N, 3° 36′ 58″ O         | +036 771, m     | +198, m         | Juan Corrin & Matienzo Caves                                                                     | 2022-11      |
| 18   | Sistema de Lecherines                                                  | Aragon                         | Huesca / Borau Pyrénées centrales / Aspe                       | 42° 44′ 46″ N, 0° 32′ 22″ O         | +036 291, m     | +1 009, m       | Centro de Espeleología de Aragon & Descendor                                                     | 2022-11      |
| 19   | Cueva de Rescaño                                                       | Cantabrie                      | Udias & Alfoz de Lloredo Pico de las Palomas                   | 43° 20′ 29″ N, 4° 14′ 12″ O         | +035 196, m     | +216, m         | Speleoclub Cantabro, Club Viana & Club Cantabro de Exploracion                                   | 2021-10      |
| 20   | Sistema de la Vega                                                     | Cantabrie                      | Ruesga Matienzo                                                | 43° 18′ 22″ N, 3° 36′ 42″ O         | +034 783, m     | +339, m         | José León García & Matienzo Caves                                                                | 2019-09      |
| 21   | Sistema de la Peña de Mediodia                                         | Aragon                         | Huesca / Aragües del Puerto Pyrénées centrales / Bernera       | 42° 46′ 31″ N, 0° 37′ 02″ O         | +034 707, m     | +902, m         | Espeleobloc, SIE Barcelona & CEC                                                                 | 2021-11      |
| 22   | Cueva de los Chorros                                                   | Castille-La Manche             | Albacete / Riópar Cordillères Bétiques / Calar del Mundo       | 38° 27′ 00″ N, 2° 26′ 13″ O         | +032 500, m     | +130, m         | Sierra del Segura                                                                                | 2004-07      |
| 23   | Cueva Fresca                                                           | Cantabrie / Soba               | Cordillère Cantabrique / Porracolina (es) / Val d'Asón         | 43° 13′ 17″ N, 3° 35′ 59″ O         | +026 400, m     | +507, m         | Karst Explo                                                                                      | 2021-11      |
| 24   | Torca del Regato Calero (RN-103)                                       | Cantabrie                      | Rasines                                                        | 43° 17′ 04″ N, 3° 23′ 27″ O         | +025 000, m     | +350, m         | Espeleo Gaes                                                                                     | 2020-06      |
| 25   | Complejo karstico de Orbaneja ou Sistema del Níspero                   | Castille-et-León               | Burgos / Valle de Sedano Orbaneja del Castillo                 | 42° 50′ 17″ N, 3° 47′ 34″ O         | +025 000, m     | +026, m         | Grupo Edelweiss & EspeleoMadrid n.º 8 & Cubia n°24                                               | 2020-09      |
| 26   | Torca de la Vaca                                                       | Cantabrie                      | Entrambasaguas Matienzo / Hornedo                              | 43° 21′ 43″ N, 3° 38′ 19″ O         | +023 914, m     | +067, m         | Matienzo Caves                                                                                   | 2017-11      |
| 27   | Cueva Huerta (es)                                                      | Asturies                       | Teverga Peña Biguere                                           | 43° 07′ 24″ N, 6° 03′ 29″ O         | +023 294, m     | +220, m         | Fespasturies                                                                                     | 2020-01      |
| 28   | Cueva de El Soplao                                                     | Cantabrie                      | Rionansa & Valdáliga Sierra de Arnero                          | 43° 17′ 47″ N, 4° 24′ 36″ O         | +023 253, m     | +224, m         | GCE & Espeleo Madrid n°8                                                                         | 2018-12      |
| 29   | Sistema de Cubija                                                      | Cantabrie                      | Ruesga Matienzo                                                | 43° 19′ 20″ N, 3° 36′ 56″ O         | +022 949, m     | +147, m         | José León García & Matienzo Caves                                                                | 2017-11      |
| 30   | Sistema del Hoyon de Saco                                              | Cantabrie / Soba               | Soba / Val d'Asón                                              | 43° 13′ 04″ N, 3° 37′ 44″ O         | +021 800, m     | +530, m         | Karst Explo                                                                                      | 2016-07      |
| 31   | Cueva del Tornero                                                      | Castille-La Manche             | Checa                                                          | 40° 31′ 35″ N, 1° 49′ 53″ O         | +020 000, m     | +055, m         | Nuevaalcarria.com & CEC                                                                          | 2021-10      |
| 32   | Sistema Peña del Trillo - La Tramasquera                               | Cantabrie & Castille-et-León   | Soba & Burgos / Las Merindades Penã Lusa                       | 43° 09′ 45″ N, 3° 36′ 07″ O         | +019 300, m     | +436, m         | Grandes cavidades de España & Niphargus                                                          | 2004-07      |
| 33   | Red de Toneyu (es)                                                     | Asturies                       | Amieva Pics d'Europe / Sierra de Beza                          | 43° 11′ 31″ N, 5° 03′ 03″ O         | +018 970, m     | +614, m         | Grandes cavidades de España                                                                      | 1998-04      |
| 34   | Cueva del Hoyo Salcedillo                                              | Cantabrie / Soba               | Cordillère Cantabrique / Porracolina (es) / Miera              | 43° 12′ 56″ N, 3° 39′ 33″ O         | +018 800, m     | +532, m         | Grandes cavidades de España                                                                      | 2008-12      |
| 35   | Cueva del Viento                                                       | Îles Canaries                  | Tenerife / Icod de los Vinos Île de Tenerife                   | 28° 21′ 08″ N, 16° 42′ 15″ O        | +018 500, m     | +560, m         | CEC                                                                                              | 2021-10      |
| 36   | Cuevas de Mairuelegorreta                                              | Pays basque                    | Biscaye / Zigoitia Gorbeia                                     | 43° 01′ 21″ N, 2° 45′ 27″ O         | +018 088, m     | +215, m         | Cavitats Subterranies                                                                            | 2018-08      |
| 37   | Cueva del Nacimiento                                                   | Cantabrie / Tresviso           | Cordillère Cantabrique /                                       | 43° 14′ 52″ N, 4° 40′ 34″ O         | +018 017, m     | +536, m         | José Luis Membrado Julián & Trevisio Caves                                                       | 2022-10      |
| 38   | Sistema de los Hoyos del Pilar                                         | Andalousie                     | Malaga / Tolox Cordillères Bétiques / Sierra de las Nieves     | 36° 41′ 11″ N, 5° 00′ 22″ O         | +017 940, m     | +1 098, m       | José Luis Membrado Julián , Sifones Andaluces, CEC & Gota a gota                                 | 2022-02      |
| 39   | Sistema de la Partacua                                                 | Aragon                         | Huesca / Sabiñánigo Pyrénées centrales / Sierra de la Partacua | 42° 40′ 59″ N, 0° 23′ 32″ O         | +017 427, m     | +825, m         | Alexandri & Partacua,                                                                            | 2018-08      |
| 40   | Sistema La Verdilluenga - Ḥultayu                                      | Asturies                       | Onís Pics d'Europe / Massif occidental (es)                    | 43° 13′ 37″ N, 4° 56′ 28″ O         | +017 196, m     | +905, m         | Fespasturies, CEC                                                                                | 2017-11      |
| 41   | Cueva Cayuela                                                          | Cantabrie / Arredondo          | Cordillère Cantabrique / Porracolina (es) / Bustablado         | 43° 16′ 29″ N, 3° 37′ 18″ O         | +017 005, m     | +527, m         | Grandes cavidades de España & Karst Explo                                                        | 2019-08      |
| 42   | Sima del Aire                                                          | Andalousie                     | Malaga / Tolox Cordillères Bétiques / Sierra de las Nieves     | 36° 41′ 46″ N, 4° 59′ 29″ O{approx} | +015 593, m     | +720, m         | José Luis Membrado Julián, Subterranea n°27 & Andalucía Subterránea 33                           | 2023-09      |
| 43   | Sistema de las Bernias                                                 | Castille-et-León               | Burgos / Las Merindades Peña Lusa                              | 43° 10′ 06″ N, 3° 38′ 41″ O         | +015 340, m     | +276, m         | Grupo Edelweiss                                                                                  | 2004-07      |
| 44   | Cueva de la Lastrilla                                                  | Cantabrie                      | Castro Urdiales Monte Millardero / Sámano                      | 43° 21′ 30″ N, 3° 16′ 43″ O         | +015 000, m     | +250, m         | Cantabria Subterránea                                                                            | 2007-01      |